# ГЕС Qiāoqì
ГЕС Qiāoqì (硗碛水电站) — гідроелектростанція у центральній частині Китаю в провінції Сичуань. Знаходячись перед ГЕС Mínzhì, становить верхній ступінь каскаду на річці Bǎoxìng — верхній течії Qingyi, яка приєднується ліворуч до Дадухе незадовго до впадіння останньої праворуч до Міньцзян (велика ліва притока Янцзи).
В межах проекту річку перекрили кам'яно-накидною греблею із глиняним ядром висотою 126 метрів, довжиною 434 метра та шириною від 10 (по гребеню) до 449 (по основі) метрів. Вона утримує водосховище з об'ємом 212 млн м3 (корисний об'єм 187 млн м3) та припустимим коливання рівня поверхні у операційному режимі між позначками 2060 та 2140 метра НРМ.
Зі сховища ресурс транспортується до машинного залу через дериваційний тунель довжиною 18,7 км.
Основне обладнання станції становлять три турбни типу Френсіс потужністю по 80 МВт, які використовують напір у 490 метрів.